# Sofia Mensurado
Sofia Mensurado (1992) é uma cientista portuguesa cujo trabalho de investigação se debruça sobre os processos moleculares em imunoterapia no cancro de mama. A sua equipa ganhou o prémio Janssen em 2018.

## Percurso
Sofia Mensurado Silva licenciou-se em ciências médicas na Universidade de Lisboa e fez o mestrado em bioquímica na Faculdade de Ciências da Universidade de Lisboa, desenvolvendo a tese no iMM (Instituto de Medicina Molecular João Lobo Antunes). Fez o doutoramento no laboratório de Bruno Silva-Santos no mesmo instituto. Desde 2020 é investigadora pós-doutoral no iMM.
A sua investigação estuda o papel dos linfócitos T na resposta imunológica ao cancro, especificamente a neutralização de células T gama-delta, que ajudam a proliferação do tumor. Sofia Mensurado estuda a eficácia da metionina (um aminoácido, componente das proteínas, presente na nossa dieta) no potenciamento da imunoterapia como tratamento para o cancro da mama.

## Reconhecimentos e Prémios
O seu projeto de doutoramento, intitulado "Regulation of T cell fitness and function in the tumour microenvironment", foi financiado com uma bolsa de doutoramento da FCT (Fundação para a Ciência e Tecnologia) em 2015. Em Abril de 2016, recebeu um prémio da Sociedade Portuguesa de Imunologia para uma deslocação ao estrangeiro.
Em 2018 venceu, juntamente com Bruno Silva-Santos e Karine Serre, a 2ª edição do prémio Janssen Inovação, no valor de 30.000€, pela investigação "Tumor-associated neutrophils suppress pro-tumoral IL-17+ γδ T cells through induction of oxidative stress". Este estudo foi também apoiado pelo Fundo iMM-Laço, atribuído pela Associação Laço em parceria com iMM (Instituto de Medicina Molecular - João Lobo Antunes).

## Obra
É co-autora de vários artigos científicos, entre eles:
2019 - γδ T cells: pleiotropic immune effectors with therapeutic potential in cancer, Nature Reviews Cancer
2019 - γδ-T cells promote IFN-γ–dependent Plasmodium pathogenesis upon liver-stage infection, PNAS
2018 - Tumor-associated neutrophils suppress pro-tumoral IL-17+ γδ T cells through induction of oxidative stress, PLOS Biology 
2017 - IL‐23 drives differentiation of peripheral γδ17 T cells from adult bone marrow‐derived precursors, EMBO Reports
2014 - Murine CD27((-)) V gamma 6((+)) gamma delta T cells producing IL-17A promote ovarian cancer growth via mobilization of protumor small peritoneal macrophages, PNAS

## Ligações Externas
- Entrevista com Sofia Mensurado no Mês Internacional do Cancro da Mama em 2020
- Página no Fundo IMM Laço
- Sofia Mensurado fala sobre a manipulação da ingestão de metionina e o seu papel